# Rzeczywistość (film)
Rzeczywistość – polski film polityczny z 1960 roku na podstawie powieści Jerzego Putramenta, będący rekonstrukcją procesu wileńskich proletariuszy w 1937 roku, skupionych wokół pisma Poprostu; w książce i filmie pismo nosi tytuł Rzeczywistość.
Zdjęcia plenerowe zostały zrealizowane w Lublinie.

## Obsada
- Henryk Boukołowski − Julek Szulc
- Pola Raksa − Marysia
- Leon Pietraszkiewicz − Piasecki
- Zbigniew Koczanowicz − Saturnin Czepulonis
- Bronisław Dardziński − przewodniczący sądu
- Maciej Maciejewski − prokurator
- Zdzisław Mrożewski − wojewoda
- Władysław Krasnowiecki − Świętojański
- Ludwik Benoit − Loyola
- Roman Załuski − student
- Henryk Bista − Roman Andrzejewski
- Halina Kossobudzka − Olkucka
- Aleksander Aleksy − starosta
- Janusz Paluszkiewicz − Gawałek
- Michał Szewczyk − student, członek redakcji "Rzeczywistości"